# Nữ vương Ha
Nữ vương Ha là người phụ nữ lâu đời nhất được biết đến. Cô sống vào thời của vua Naqada III (3200—3000 TCN) hoặc có thể là thời kì tiền sử (3150—3100 TCN) ước tính khoảng từ năm 3150 đến năm 3120 TCN. Cô đã kết hôn Vua Ka.

## Ngôi mộ và đồ tạo tác
Một vị thần linh trung thành được tìm thấy ở trên một ngôi mộ nằm ở Abydos, Ai Cập.